# ハルトムート・ヤーライス
ハルトムート・ヤーライス（ドイツ語: Hartmut Jahreiß, 1946年 -）とは、ドイツの天文学者である。ハイデルベルク天文計算研究所 (Astronomisches Rechen-Institut) に所属し、太陽近傍の恒星の研究を専門としている。ヤーライスの最大の業績はヴィルヘルム・グリーゼとともに取り組んだ太陽系近傍の恒星のカタログ（グリーゼカタログ）の補遺で、これらは1978年と1991年に発表された。1993年にグリーゼが死去した際には訃報も書いている。グリーゼカタログの恒星は、ヤーライスの貢献から GJ （グリーゼ・ヤーライス、Gliese-Jahreiß）の略記号でも呼ばれている。
メインベルト小惑星の(9861)ヤーライスは、彼の功績を称えて命名された。
ヤーライスの姓に含まれるドイツ語特有の文字"ß"（エスツェット）は、しばしば"ss"の綴りで代用される。